# Roger Duchesne
Roger André Charles Jordens dit Roger Duchesne, né à Luxeuil-les-Bains (Haute-Saône), le 27 juillet 1906 et mort aux Mureaux (Yvelines) le 25 décembre 1996, est un acteur français.

## Biographie

### Carrière
Acteur de seconds rôles dans le cinéma d'avant-guerre, Roger Duchesne est suspecté d'avoir été membre de la Gestapo sous l'Occupation (une « homonymie » selon ses défenseurs). Directeur du cabaret L'Heure bleue, et en difficulté, il se serait fait prêter de l'argent (600 000 francs) par son « ami » Henri Lafont, chef de la Gestapo.

### Famille
Il est l'oncle de Robert Jordens dit Ch'Guss (pcd) (1928-2015), auteur et interprète patoisant du Pas-de-Calais.

## Filmographie
- 1934 : Vers l'abîme de Hans Steinhoff et Serge Veber
- 1935 : Fanfare d'amour de Richard Pottier
- 1935 : Le Mystère de la maison blanche - court métrage de Robert Péguy
- 1935 : Mon curé fait des miracles  - court métrage d'Albert Depondt
- 1936 : Le Roman d'un tricheur de Sacha Guitry
- 1936 : Le Golem de Julien Duvivier
- 1936 : Sept hommes, une femme de Yves Mirande
- 1936 : Tarass Boulba de Alexis Granowsky
- 1936 : Les Loups entre eux de Léon Mathot
- 1936 : L'Ange du foyer de Léon Mathot
- 1936 : Messieurs les-ronds-de-cuir de Yves Mirande
- 1937 : Le Tigre du Bengale de Richard Eichberg
- 1937 : Le Tombeau hindou de Richard Eichberg
- 1938 : Conflit de Léonide Moguy
- 1938 : Gibraltar de Fedor Ozep
- 1938 : Prison sans barreaux de Léonide Moguy : le docteur Guy Maréchal
- 1938 : Tempête sur l'Asie de Richard Oswald
- 1938 : La Brigade sauvage de Jean Dréville
- 1939 : Rappel immédiat de Léon Mathot
- 1939 : Le monde tremblera de Richard Pottier
- 1939 : Nadia la femme traquée de Claude Orval
- 1941 : Cartacalha, reine des gitans de Léon Mathot
- 1941 : Montmartre-sur-Seine de Georges Lacombe
- 1941 : Le Moussaillon de Jean Gourguet
- 1942 : La Femme perdue de Jean Choux
- 1942 : L'Ange gardien de Jacques de Casembroot
- 1943 : Le Mistral de Jacques Houssin : Philippe
- 1943 : L'Auberge de l'abîme de Willy Rozier
- 1943 : Adrien de Fernandel
- 1943 : Jeannou de Léon Poirier
- 1955 : Bob le flambeur de Jean-Pierre Melville
- 1957 : Marchands de filles de Maurice Cloche

## Théâtre
- 1936 : Ma liberté de Denys Amiel, mise en scène Jacques Baumer, Théâtre Saint-Georges
- 1940 : Le Bossu de Paul Féval et Auguste Anicet-Bourgeois, mise en scène Robert Ancelin, théâtre de la Porte-Saint-Martin